# Градище-при-Литиі
Градище-при-Литиі (словен. Gradišče pri Litiji) — поселення в общині Шмартно-при-Літії, Осреднєсловенський регіон, Словенія. 
Висота над рівнем моря: 456,6 м.